# Ossenstaart

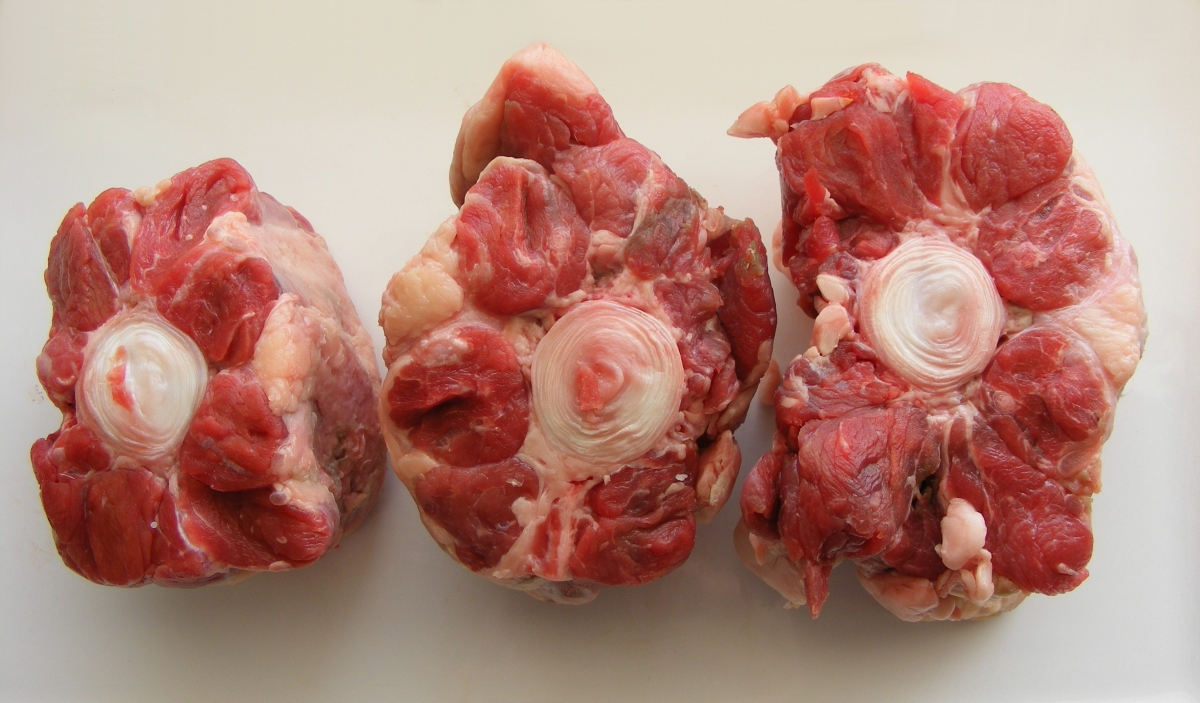
Rauwe ossenstaart

Ossenstaart is de culinaire naam voor de staart van een rund. De staart weegt doorgaans 1 tot 1,8 kilogram en bestaat uit de ronde staartwervels met daaromheen een kleine hoeveelheid spierweefsel (vlees). Voordat het wordt verkocht, wordt het eerst in stukken gesneden (tussen de wervels door).
De ossenstaart is zogenaamd werkvlees (de staart beweegt erg veel) dat gestoofd dient te worden vanwege de grote hoeveelheid bindweefsel.
Voor de toepassing in ossenstaartsoep worden de staartdelen eerst kort gebraden, waarna er vocht, groente en een bouquet garni wordt toegevoegd en men de bouillon langdurig laat trekken. De bouillon kan worden geklaard en als heldere ossenstaartsoep (oxtail clair) worden geserveerd of gebonden met een roux als ossenstaartsoep.